# Thanu Padmanabhan

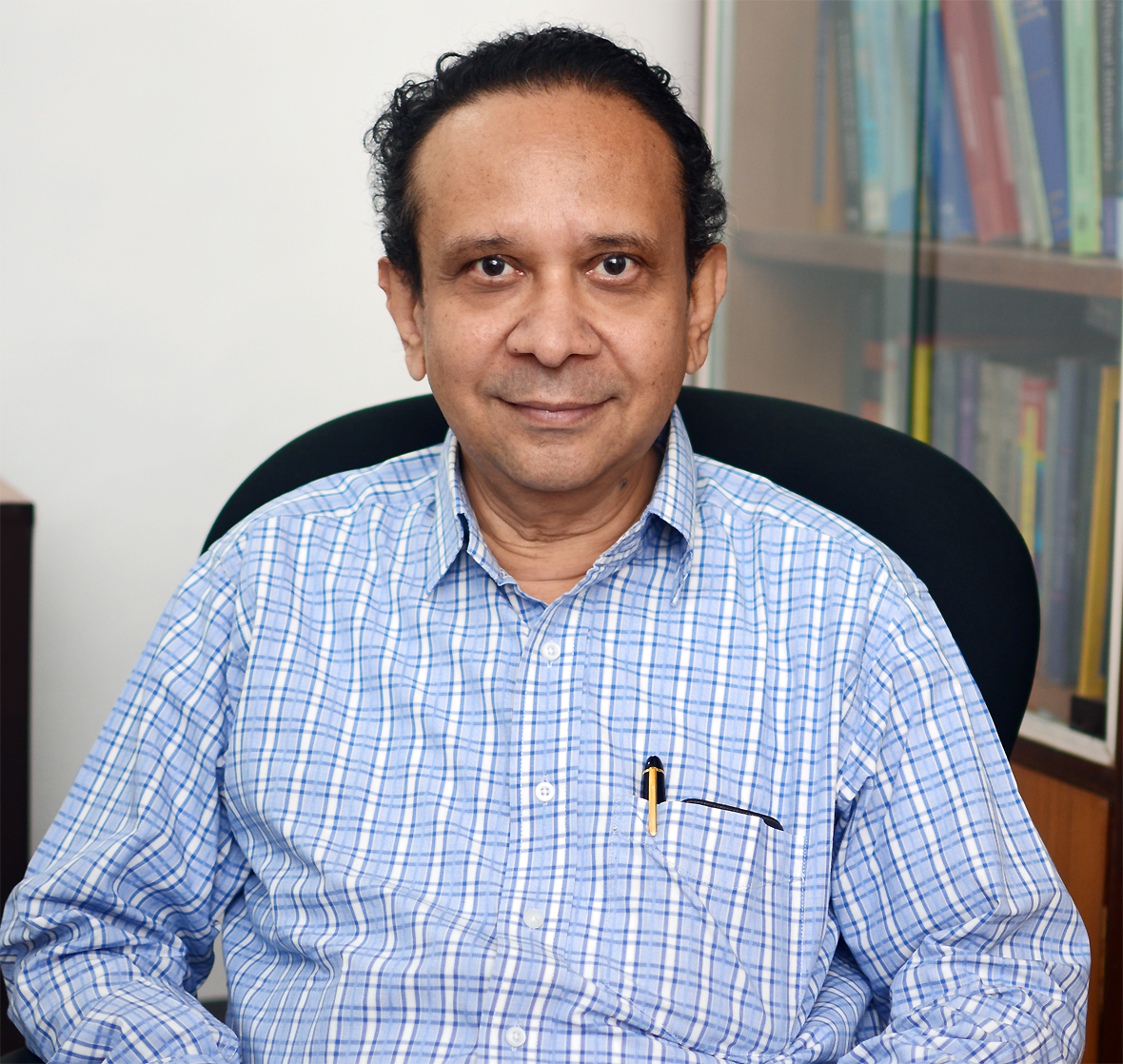
Thanu Padmanabhan, 2014

Thanu Padmanabhan (* 10. März 1957 in Trivandrum, Kerala; † 17. September 2021 in Pune) war ein indischer Physiker, der sich mit Astrophysik und Gravitationsphysik beschäftigte.

## Leben
Padmanabhan studierte ab 1974 an der University of Kerala, wo er 1979 sein Diplom (Master-Abschluss) erwarb, wobei er die Goldmedaille der Universität gewann. 1983 wurde er am Tata Institute of Fundamental Research in Bombay promoviert. Am Tata Institut blieb er von 1980 bis 1992. 1986/7 war er als Postdoc am Institut für Astronomie (IOA) der Universität Cambridge. Er war Professor und Dekan am Inter University Centre for Astronomy and Astrophysics (IUCAA) in Pune. Er war unter anderem Gastwissenschaftler am IOA (mehrfach, unter anderem Sackler Distinguished Astronomer 2002, 2003, 2009), am Caltech (1996 bis 1998), an der Pennsylvania State University (1995) und der Princeton University (1994).
Padmanabhan befasste sich mit Kosmologie (zum Beispiel Strukturbildung im frühen Universum) und Quantengravitation, wobei er in jüngster Zeit (2000er Jahre) eine Sichtweise der Gravitation als emergenter Theorie vertrat, als Grenzwert im Sinn der statistischen Mechanik von Raum-Zeit-Atomen (aufbauend auf Ideen von Ted Jacobson 1995).
Er schrieb auch populärwissenschaftliche Bücher und Zeitschriftenartikel, unter anderem hatte er 1985 bis 1992 die Unterhaltungsmathematik-Kolumne Playthemes in der Zeitschrift Science Today.
1991 erhielt er den Birla Wissenschaftspreis, 1996 den Shanti-Swarup-Bhatnagar-Preis und 2007 den Padma Shri. 2008 erhielt er den ersten Preis im Essay Wettbewerb der Gravity Research Foundation. Von 2009 bis 2011 war er Präsident der Sektion Kosmologie in der International Astronomical Union. Er war Fellow der Indischen Akademie der Wissenschaften (1992), der National Academy of Sciences (1993) und der Indian National Science Academy.
Am 17. September 2021 erlitt er in seinem Haus in Pune einen Herzinfarkt. Obwohl er sofort ins Krankenhaus gebracht wurde, konnte er nicht gerettet werden. Er hinterlässt seine Frau Vasanthi Padmanabhan und seine Tochter.

## Schriften
- mit Narlikar: Gravity, Gauge theories and quantum cosmology, Reidel, 1986
- Structure formation in the Universe, Cambridge University Press (CUP) 1993
- After the first three minutes - the story of our universe, CUP 1998
- Cosmology and Astrophysics through Problems, CUP 1996
- Theoretical Astrophysics, Band 1 bis 3, CUP 1998, 2000, 2001 (Band 1: Physical Processes, Bd. 2 Stars and Stellar Systems, Bd. 3 Galaxies and Cosmology)
- An invitation to Astrophysics, World Scientific 2006
- Quantum Themes: The charms of the Microworld, World Scientific 2009
- Gravitation: Foundations and Frontiers, CUP 2010
- Sleeping Beauties in Theoretical Physics, Springer, 2015
- Statistical Mechanics of Gravitating Systems, Physics Reports, Band 188, 1990, S. 285–362
- Cosmological Constant - the Weight of the Vacuum, Physics Reports, Band 380, 2003, S. 235–320 (2003)
- Physical significance of Planck length, Annals of Physics, Band 165, 1985, S. 38
- Gravity and the Thermodynamics of Horizons, Physics Reports, Band 406, 2005, S. 49